# Москва (ракетный крейсер)
«Москва» — российский гвардейский ракетный крейсер, головной корабль проекта 1164 «Атлант». Входил в состав 30-й дивизии надводных кораблей Черноморского флота ВМФ России. Построен на судостроительном заводе имени 61 коммунара в городе Николаеве, первоначально получил наименование «Слава». После списания противолодочного крейсера «Москва» проекта 1123 унаследовал его имя и стал флагманом Черноморского флота. Принимал участие в военных конфликтах в Грузии (2008) и Сирии (2015), а также в блокаде украинского флота в Крыму (2014) и полномасштабном вторжении на Украину (2022).
В ходе российского вторжения на Украину 24 февраля 2022 года корабль участвовал в захвате острова Змеиный. Именно в адрес крейсера «Москва» прозвучала фраза украинского пограничника, впоследствии ставшая крылатой: «Русский военный корабль, иди на хуй».
В ночь с 13 на 14 апреля 2022 года в результате пожара и взрыва корабль получил серьёзные повреждения. По данным украинских властей и мнению экспертов, корабль был атакован двумя противокорабельными ракетами «Нептун» Военно-морских сил Украины. 14 апреля Министерство обороны России сообщило, что крейсер затонул в условиях шторма при буксировке в порт из-за повреждений корпуса, полученных от детонации боезапаса во время пожара.
Затонувший крейсер стал самой дорогой военной потерей России в войне с Украиной. По предположению телерадиокомпании Deutsche Welle, при начальной стоимости около 2 млрд долларов, остаточная стоимость крейсера составляла 750 млн долларов. Украина присвоила затонувшему крейсеру статус объекта подводного культурного наследия под № 2064.

## Описание
Крейсер был предназначен для нанесения ударов по крупным надводным кораблям противника, обеспечивал боевую устойчивость корабельных противолодочных групп; также мог осуществлять противовоздушную оборону удалённых соединений и огневую поддержку десанта.
Главным конструктором проекта был начальник Северного проектно-конструкторского бюро А. К. Перьков, которого позже сменил В. И. Мутихин.
Тактический номер 121 (ранее 126).

## История службы

### «Слава»
Крейсер «Слава» заложили в 1976 году в 445 доке «Судостроительного завода имени 61 Коммунара» в Николаеве. Спустили на воду в 1979 году. 13 декабря 1982 года крейсер сдали в эксплуатацию и приняли на вооружение 30 января 1983 года. Совершил переход из Николаева в расположение Северного флота для испытательных стрельб. 30 января 1983 года в акватории Николаевского судостроительного завода им. 61 Коммунара был торжественно поднят военно-морской флаг СССР на крейсере, который стал пятым кораблем в истории русского флота, носящем имя "Слава". Боевой флаг предыдущего крейсера "Слава" (бывший Молотов) был передан новому кораблю и поднят последним его командиром - контр-адмиралом Н. Б. Мясоедовым. За работы по освоению нового вооружения и ввод в эксплуатацию первый командир крейсера капитан 1-го ранга В. О. Москаленко был удостоен Государственной премии СССР.
С 18 по 22 ноября 1986 года корабль заходил в греческий порт Пирей.
В ходе проведения саммита на Мальте (2—3 декабря 1989 года) между советским лидером Михаилом Горбачёвым и президентом США Джорджем Бушем-старшим использовался советской делегацией для отдыха, в то время как делегация США ночевала на борту авианосца «Белкнап». Корабли стояли на якоре на рейде у побережья мальтийского города Марсашлокка. Штормовая погода и неспокойное море привели к тому, что некоторые встречи были отменены или перенесены, что привело к названию этого саммита в международных СМИ «саммитом морской болезни». В конце концов встречи происходили на борту советского круизного лайнера «Максим Горький», стоявшего на якоре в заливе Марсашлокк.
Крейсер «Слава» вернулся в Николаев в декабре 1990 года на ремонт, который продлился до апреля 2000 года. 21 марта 1991 года поставлен в Николаеве на капитальный ремонт и модернизацию. В условиях политической нестабильности поднимался вопрос о списании ракетного крейсера, на модернизацию которого не было средств. Перед «Судостроительным заводом имени 61 Коммунара» образовался долг, который рос с каждым месяцем. Чтобы как-то поправить ситуацию, командование Черноморского флота обратилось к правительству Москвы с просьбой принять шефство над крейсером «Слава». Однако вопрос задолженности перед николаевскими корабелами снят не был. Чтобы рассчитаться с заводом, командованием ЧФ было принято решение расплатиться бартером — отдельными механизмами и некоторым вооружением крейсера. В частности, были демонтированы установки АК-630. Демонтированное оборудование и вооружение планировалось использовать для достройки однотипного крейсера «Украина».

### «Москва»
22 июня 1995 года крейсер был переименован из «Славы» в «Москву».
После окончательного раздела флота в 1997 году и завершения ремонта в 1999 году крейсер был переведён в Севастополь, где в августе вновь вступил в строй 30-й дивизии надводных кораблей.
В сентябре 2001 года флагман Черноморского флота ракетный крейсер «Москва» под флагом начальника штаба ЧФ вице-адмирала А. А. Татаринова, с  командиром 30-й ДиНК В. Л. Васюковым на борту совершил визит в Тулон (Франция) и Бриндизи (Италия).
В 2003 году во главе отряда боевых кораблей Черноморского флота в составе СКР «Сметливый» и «Ладный» участвовал (совместно с кораблями КТОФ БПК «Адмирал Пантелеев», «Маршал Шапошников» и танкера «Владимир Колечицкий») в российско-индийских военно-морских учениях «Индра-2003».
В 2008 и 2009 годах, совместно с кораблями Северного флота, участвовал в средиземноморских военно-морских учениях.
С 9 по 12 августа 2008 года участвовал в войне с Грузией в водах Абхазии.
7 сентября 2009 года на борту крейсера произошло задымление. Командование ВМФ сообщило, что из-за утечки дизельного топлива и попадания его на электропроводку имело место задымление одного из отсеков. Пострадавших при этом не было.
В 2012 году крейсер перестал быть отдельной воинской частью.
Во время Операции «Облачный столп» Цахала 23 ноября 2012 года Россия отправила к берегам Газы отряд военных кораблей. В его состав входили ракетный крейсер «Москва», большой противолодочный корабль «Сметливый», большие десантные корабли «Новочеркасск» и «Саратов», морской буксир «МБ-304» и танкер «Иван Бубнов». Корабли направляются «в назначенный командованием район восточного Средиземноморья» и «должны быть готовы к эвакуации российских граждан из Газы, в случае обострения обстановки».
С 3 июля по 18 ноября 2013 года крейсер находился в дальнем походе. Корабль посетил с деловыми заходами порты Лиссабон (Португалия), Гавана (Куба), Коринто (Никарагуа), Ла-Гуайра (Венесуэла), осуществлял заход в порт Кипра. Экипаж решал задачи в составе межфлотского отряда кораблей Военно-морского флота в Средиземном море и Атлантическом океане. С сентября по ноябрь ГРКР «Москва» выполнял задачи в качестве флагмана постоянного оперативного соединения ВМФ России в Средиземном море.
В марте 2014 года крейсер, совместно с другими кораблями Черноморского флота, участвовал в блокаде украинских ВМС в заливе Донузлав.
12 августа 2014 года крейсер посетили президент России Владимир Путин и президент Египта Абдельфаттах Сиси.
17 сентября 2014 года крейсер находился на боевой службе в Средиземном море, где сменил СКР «Сметливый».
18 января 2015 года крейсер «Москва» вернулся в Севастополь из похода.
7 апреля 2015 года крейсер поставлен в док ПД—30 13-го СРЗ в Севастополе, где было запланировано заменить его ЗРК С-300Ф «Форт» на ЗРК С-400.
После 9 мая 2015 года отправился на ходовые испытания после прохождения ремонта на 13-м судоремонтном заводе.
С 11 по 21 мая 2015 года участвовал в российско-китайских военно-морских учениях «Морское взаимодействие−2015».
1 июня 2015 года вышел из Севастополя для выполнения задач в составе постоянного соединения кораблей ВМФ России в Средиземном море.
С 6 по 14 июня 2015 участвовал в российско-египетских военно-морских учениях «Мост дружбы-2015» в Средиземном море, являлся походным штабом группировки.
С 30 сентября 2015 возглавляет постоянное оперативное соединение ВМФ России, расположившееся в восточной части Средиземного моря, осуществляя прикрытие Авиационной группы ВКС России в Сирии. Для усиления прикрытия авиационной команды ВКС России в Сирии с 25 ноября 2015 года ракетный крейсер «Москва» занимал позицию в районе побережья провинции Латакия для отслеживания всех воздушных перемещений в районе турецко-сирийской границы с целью недопущения возможных провокаций в отношении российских лётчиков. На крейсере находилась зенитная ракетная система С-300Ф «Форт» (всего в арсенале крейсера находились 64 таких ракеты).
9 января 2016 года крейсер вернулся в Севастополь после выполнения задач в Средиземном море и замены его там на боевом дежурстве ракетным крейсером «Варяг».
22 июля 2016 года гвардейскому ракетному крейсеру «Москва» вручён орден Нахимова.
31 июля 2016 принял участие в параде по случаю Дня ВМФ России в Севастополе.
По итогам 2016 года гвардейский ракетный крейсер «Москва» возглавил список лучших кораблей Черноморского флота.
30 июля 2017 года принял участие в параде по случаю Дня ВМФ России в Севастополе.
В июле 2018 года руководства ВМФ и ЧФ обсуждали решение о прекращении использования крейсера, но 19 июля представитель флота заявил, что речь о списании крейсера не идёт, ВМФ лишь докладывал генштабу, что модернизация корабля нецелесообразна из-за нехватки средств, а информация, просочившаяся в СМИ, была искажена. Из-за того, что в тот момент корабль был не на ходу, обсуждались два варианта его транспортировки в Северодвинск; было принято решение вернуть кораблю ход на 13-м судоремонтном заводе, чтобы «Москва» мог своим ходом добраться в Северодвинск для прохождения модернизации на предприятии «Звёздочка». Вместе с тем, контракт на модернизационные работы не был подписан из-за проблем с финансированием, и была установка на возрождение Севастопольского морского завода, поэтому ремонт осуществлялся в Севастополе.
5 июня 2019 года вышел в море для прохождения ходовых испытаний главной энергетической установки после трёхлетнего капитального ремонта.  В июле 2020 крейсер «вышел из дока с капитально отремонтированным двигателем, заменой дизель-генераторов и радиотехнических систем. Кроме того, на крейсере заменены сотни метров кабель-трасс»; по заверениям судостроителей, «корабль прослужит после ремонта не один десяток лет». В августе 2020 года крейсер отправится в боевой поход в Средиземное море.
30 апреля 2021 года крейсер «Москва» впервые в новейшей истории выполнил ракетную стрельбу в акватории Чёрного моря главным ракетным комплексом корабля ракетой П-1000 Вулкан. Стрельба была выполнена по морскому щиту-мишени, имитирующему корабль условного противника. Ракета успешно поразила цель в морском полигоне боевой подготовки на дистанции 30 км. Крейсер «Москва» вышел в море накануне. В ходе учений военные моряки совместно с экипажами самолётов и вертолётов морской авиации и ПВО флота отработали действия по противовоздушной обороне. По словам командующего Черноморским флотом вице-адмирала Игоря Осипова — материальная часть крейсера «Москва» находится в строю, личный состав здоров; «Флагман вводится в состав сил постоянной готовности, готов к выполнению поставленных задач».

#### Участие во вторжении России на Украину (2022)
24 февраля 2022 года в ходе российского вторжения на Украину участвовал в захвате острова Змеиный, где по отношению к крейсеру «Москва» украинским пограничником были произнесены слова, ставшие впоследствии широко известными: «Русский военный корабль, иди на хуй», также в связи с этим 13 апреля 2022 года Украина ввела в оборот почтовую марку с изображением крейсера «Москва».
По сообщениям украинских СМИ, крейсер «Москва» также участвовал в морской блокаде Одессы, Николаева и Очакова.

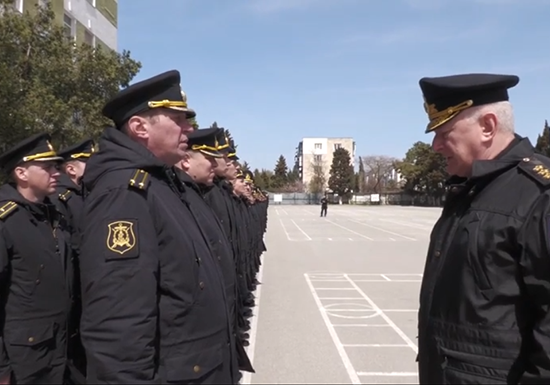
Встреча Главкома ВМФ адмирала Николая Евменова с экипажем РК «Москва». Севастополь, 16 апреля 2022 года (по информации МО России)

Вечером 13 апреля 2022 года председатель Одесской областной военной администрации полковник Максим Марченко заявил, что украинские военные нанесли по российскому крейсеру удар крылатыми ракетами «Нептун» и причинили ему серьёзные повреждения. Спустя несколько часов Министерство обороны России сообщило, что на судне в результате пожара произошла детонация боекомплекта, корабль получил «серьёзные повреждения», а экипаж крейсера был полностью эвакуирован. Пресс-секретарь Пентагона Джон Кёрби сообщил CNN, что на крейсере произошёл «по крайней мере один взрыв», нанёсший кораблю серьёзные повреждения, но США не могут сказать, был ли он вызван ракетным ударом. 14 апреля 2022 года Минобороны России заявило: «Очаг возгорания на крейсере „Москва“ локализован. Открытого горения нет. Взрывы боеприпасов прекращены». Вечером того же дня Министерство обороны России сообщило, что крейсер затонул при буксировке в порт назначения в условиях шторма.
16 апреля Минобороны России опубликовало видеокадры где, как утверждается, была показана встреча главнокомандующего ВМФ России адмирала Николая Евменова с экипажем «Москвы». О количестве моряков, принимавших участие во встрече, официально не сообщалось, но агентство «Рейтер», основываясь на примерном подсчёте людей на опубликованных кадрах, оценило их число как примерно сто человек. На видеокадрах вместе с экипажем присутствует командир «Москвы» Антон Куприн. 22 апреля Минобороны РФ заявило, что из членов экипажа крейсера в ходе борьбы за живучесть корабля погиб 1, пропали без вести 27, были эвакуированы 396 человек
Гибель «Москвы» стала самой дорогой военной потерей России в войне с Украиной. По предположению телерадиокомпании Deutsche Welle, при начальной стоимости около 2 млрд долларов остаточная стоимость крейсера составляла 750 млн долларов.
21 апреля Антона Куприна, о гибели которого сообщали украинские СМИ, Великобритания внесла в санкционный список в качестве командира российского фрегата «Адмирал Эссен».
Лежащие на дне Чёрного моря обломки крейсера «Москва» были внесены в реестр объектов подводного культурного наследия Украины под номером 2064.

## Командиры корабля
| Звание          | Фамилия, Имя, Отчество          | Период                          |
| --------------- | ------------------------------- | ------------------------------- |
| капитан 1 ранга | Москаленко Вадим Олегович       | июнь 1979 — июнь 1984           |
| капитан 1 ранга | Крикунов Виктор Алексеевич      | июнь 1984 — февраль 1988        |
| капитан 1 ранга | Васильчук Василий Васильевич    | февраль 1988 — июнь 1989        |
| капитан 1 ранга | Лесной Виктор Сергеевич         | июнь 1989 — июнь 1993           |
| капитан 1 ранга | Ермоленко Дмитрий Владимирович  | июнь 1993 — апрель 1996         |
| капитан 1 ранга | Богдашин Владимир Иванович      | апрель 1996 — февраль 1998      |
| капитан 1 ранга | Куликов Валерий Владимирович    | февраль 1998 — декабрь 1999     |
| капитан 1 ранга | Железняков Алексей Михайлович   | декабрь 1999—2002               |
| капитан 1 ранга | Щербицкий Александр Вадимович   | 2002 — июль 2006                |
| капитан 1 ранга | Смоляк Игорь Владимирович       | июль 2006 — июнь 2009           |
| капитан 1 ранга | Тронев Сергей Иванович          | июнь 2009 — январь 2015         |
| капитан 1 ранга | Шварц Александр Тиборович       | январь 2015 — декабрь 2016      |
| капитан 1 ранга | Добрынин Дмитрий Константинович | январь 2017 — июнь 2017         |
| капитан 1 ранга | Князев Олег Ярославович         | июль 2017—2020                  |
| капитан 1 ранга | Куприн Антон Валерьевич         | 2020 — 2022 (до гибели корабля) |

## Фотографии

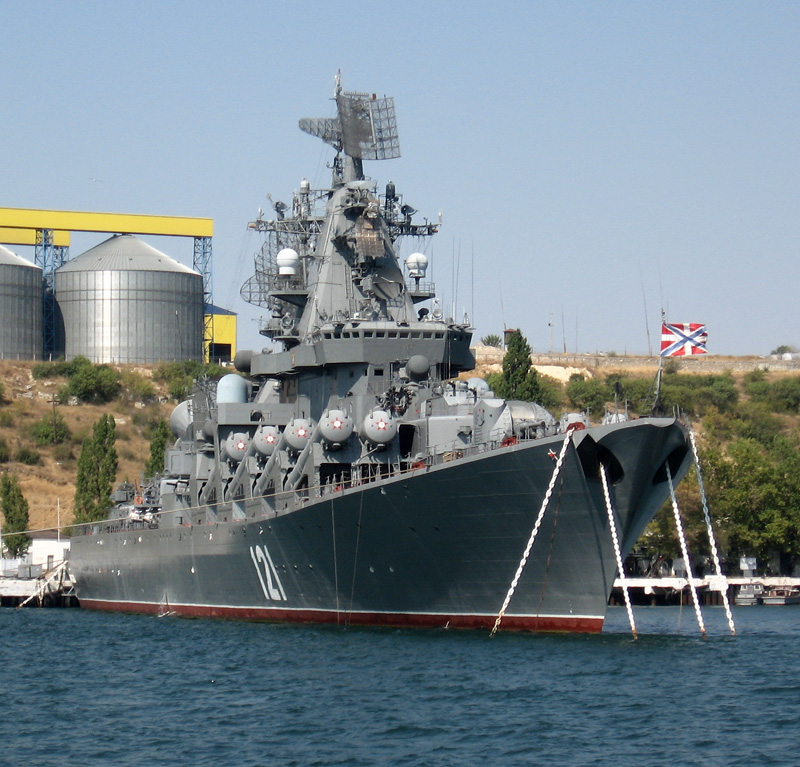
РК на швартовке
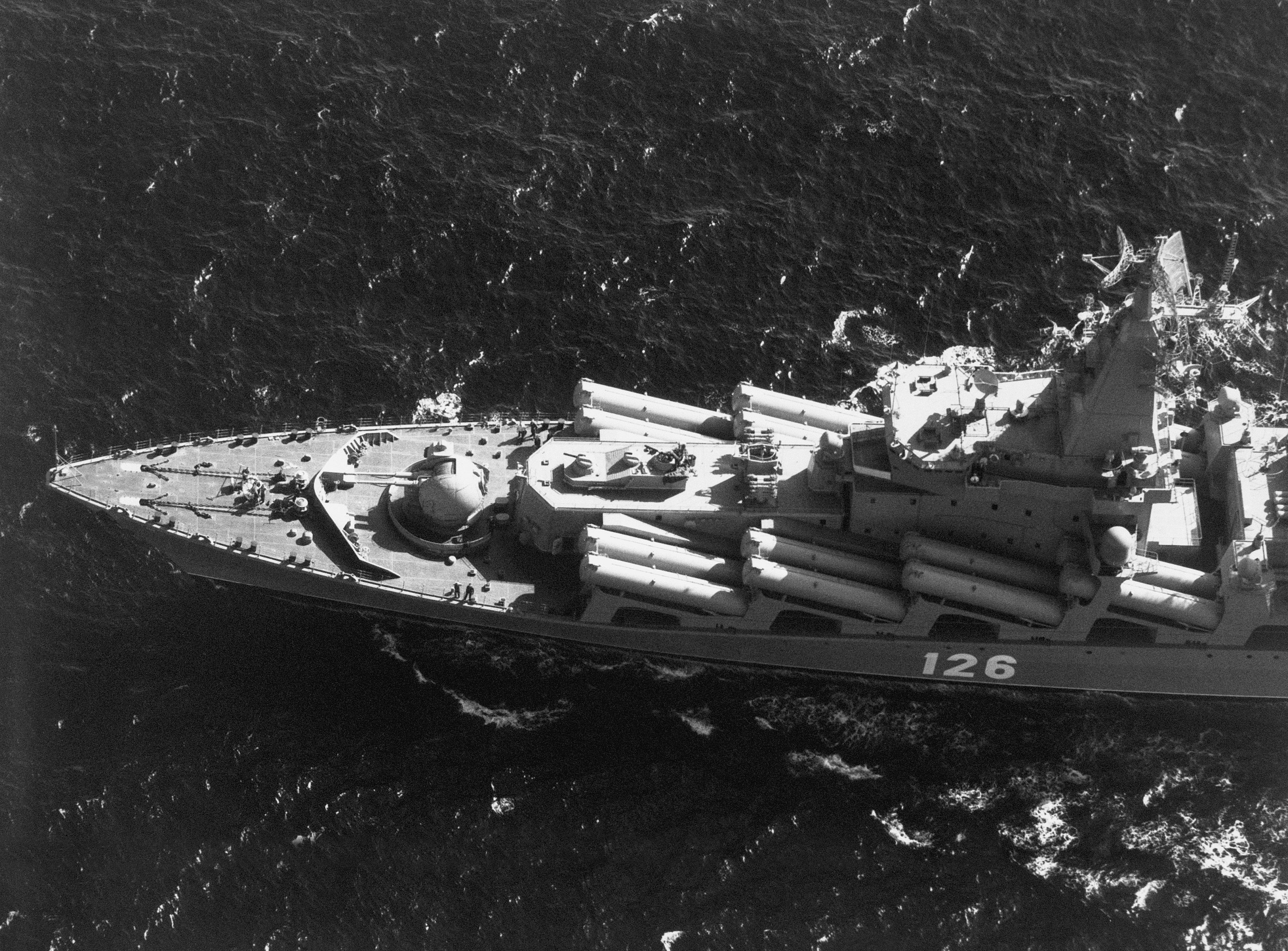
Фото РК в 1985 году, снято с самолёта-разведчика
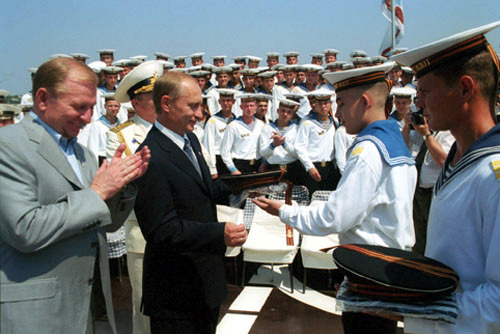
Леонид Кучма и Владимир Путин на борту крейсера «Москва», июль 2001
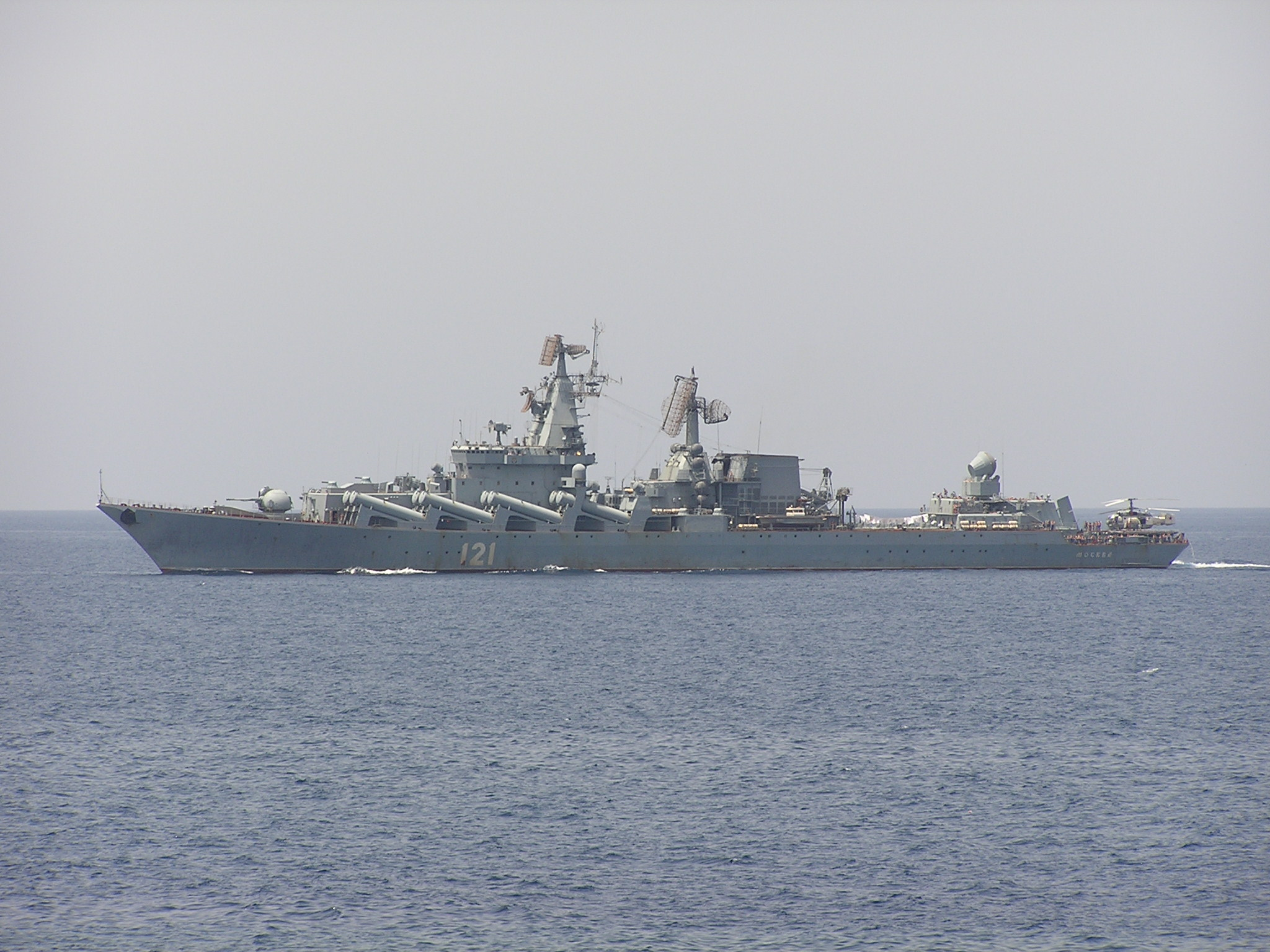
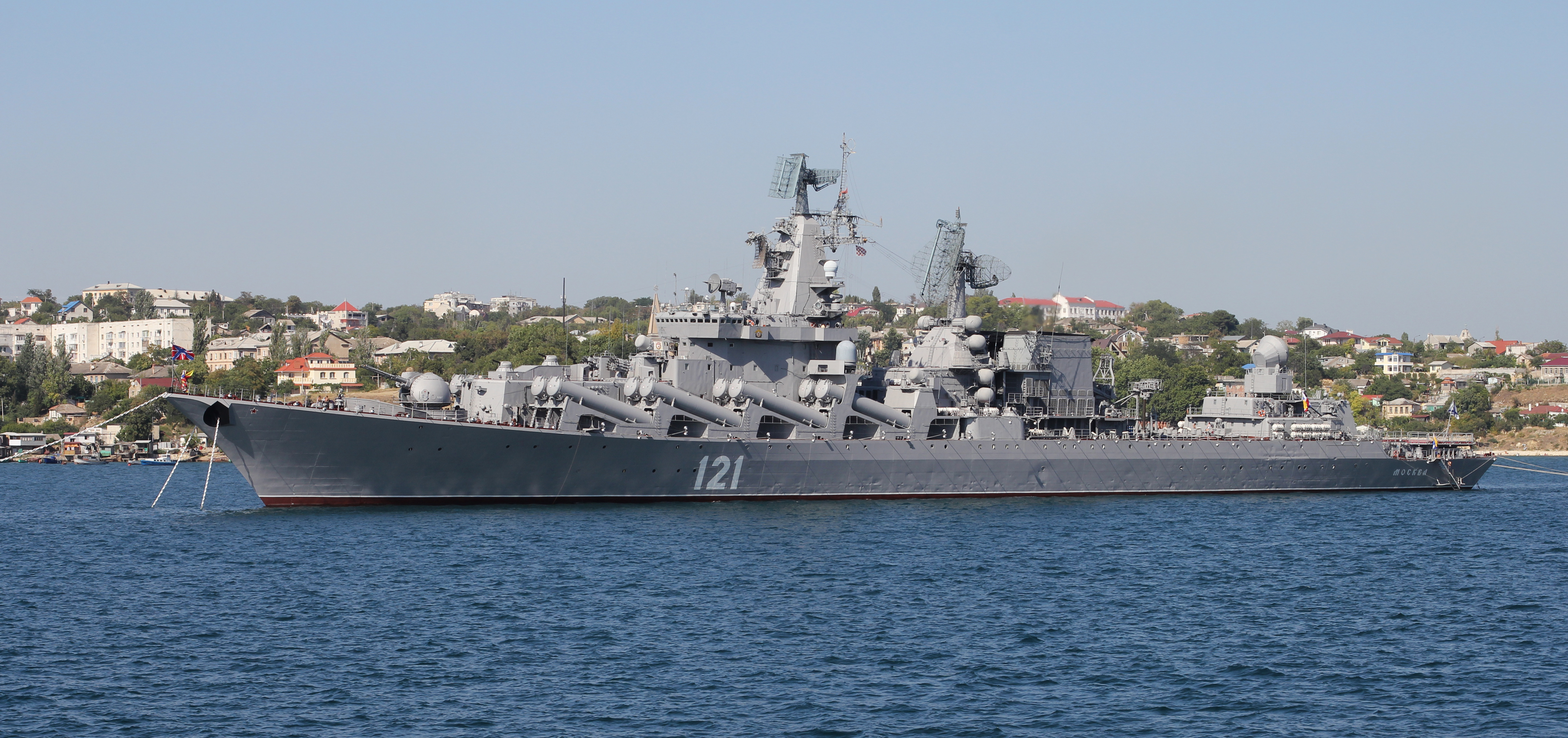
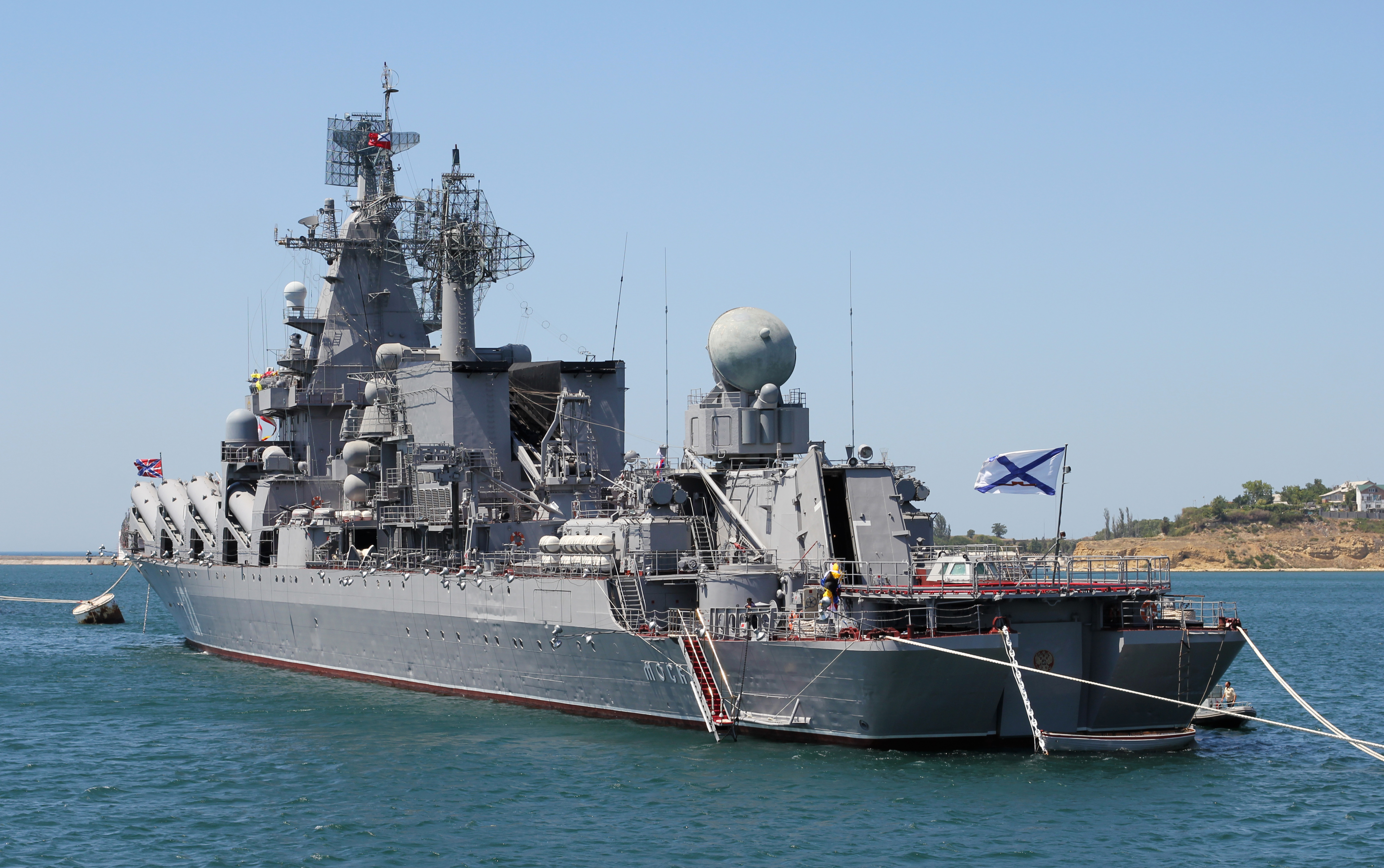
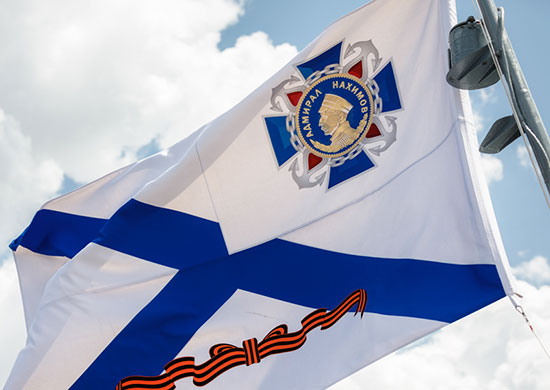
Гвардейский Орденский Военно-морской флаг